# Umm Ubtulah
Umm Ubtulah ist eine über Jahrtausende wiederholt genutzte Fundstelle, die sich in eindrucksvoller Lage an einer großen Schleife des tief eingeschnittenen Wadi el-Hasa in Jordanien, Gouvernement al-Karak, befindet. Die Stadt Kerak liegt 14 Kilometer in südöstlicher Richtung; das rückwärtige römische Kleinkastell Rujm el-Faridiyyeh an der Via Nova Traiana liegt östlich und ist rund 11 Kilometer entfernt. Die meisten heute sichtbaren baulichen Überreste werden als Teile eines großen römischen Militärlagers gedeutet, die Teil des Limes Arabicus gewesen sein können.

## Name
Ihren heutigen Namen verdankt die Stätte den in der Region lebenden Beduinen. Die in Zusammenarbeit mit dem jordanischen Antikendienst tätige Wadi el Hasa Archaeological Survey (WHS – „Archäologische Untersuchungen im Wadi el-Hasa“), der die Entdeckung Umm Ubtulahs gelang, war von 1979 bis 1983 mit einer fachübergreifenden Mannschaft an einer systematischen archäologischen Untersuchung der Südflanke des Wadi el-Hasa unter der Leitung des kanadischen Biblischen Archäologen Burton MacDonald tätig. Wie MacDonald betonte, hatten die Wissenschaftler der Fundstelle zunächst die Bezeichnung „Umm Umtulah“ gegeben. Dies war in Anlehnung das, was sie von den Beduinen gehört hatten. Doch dieser Name ergab, wie sie selbst feststellen mussten, im Arabischen keinen Sinn. Später, in Amman, schlugen Arabisten vor, dass der Fundplatz „Umm Ubtulah“ heißen könnte, da die örtlichen Beduinen den Buchstaben „b“ in „m“ tauschten. Nun ergab der Name einen Sinn und bezog sich auf eine Pflanze, die wahrscheinlich in Verbindung mit den Wassern des Wadi el-Hasa bei der Fundstelle wuchs oder noch immer wächst.

## Lage
Die an der Nordseite des stark mäandrierenden Wadi el-Hasa durch fluviatile Erosion tief eingeschnittene Schleife wird in ihrer Mitte von der den steilen Anstieg des Gleithanges beherrschenden Befestigung überzogen. Die Anlage befindet sich etwa elf Kilometer östlich von der Stelle, an der die Via Traiana Nova das Wadi kreuzt und erstreckt sich anschließend nach oben hin weiter über die Kammspitze des die Flussschleife beherrschenden Bergrückens. Anfang Juni 1982, als MacDonald Umm Ubtulah erstmals erforschte, war das umliegende Land auf drei Seiten von fruchtbaren landwirtschaftlichen Flächen umgeben: im Süden, Osten und Westen. Die damals in unmittelbarer Nähe der Fundstelle angebaute Kulturpflanze war Weizen. Sowohl bei ihren Untersuchungen 1982 als auch 1983 konnten die Wissenschaftler feststellen, dass das Wadi reichlich Wasser führte. Wie es bereits Glueck 1936 beschrieben hatte, fanden die Wissenschaftler der WHS östlich unterhalb der Fundstelle im Wadi eine große Wasserstelle, die von damals dort tätigen Landarbeitern „Birkat Umm Ubtulah“ genannt wurde, vor. Die Vegetation entlang beider Seiten des Wadis war 1982/1983 sehr üppig, teils undurchdringlich und das Vogelleben sehr reichhaltig. Die Beduinen der Region hüteten sowohl Schafe als auch Ziegen und die Wissenschaftler konnten bei ihren Besuchen der Fundstelle jeweils eine große Kamelherde auf dem Plateau am Südufer des Wadi beobachten.

## Forschungsgeschichte
Möglicherweise wurde Umm Ubtulah bereits am 5. November 1936 durch den amerikanischen Biblischen Archäologen Nelson Glueck (1900–1971) während eines Aufklärungsfluges über das Wadi el-Hasa entdeckt. Er beschrieb die von ihm beobachtete Stelle recht genau und schätzte, dass der Fundort zeitlich der Frühen Bronze- und Frühen Eisenzeit zugeordnet werden könne.
Die erste tatsächlich nachweisbare archäologische Entdeckung Umm Ubtulahs datiert jedoch auf den 22. Mai 1982, als Wissenschaftler der WHS die Fundstelle photographieren konnten. Ein Betreten der Stätte war zu diesem Zeitpunkt jedoch noch nicht möglich. Das landwirtschaftlich wichtige, rund 40 Kilometer lange Wadi, das im Jahreszyklus zu keinem Zeitpunkt austrocknet, ist möglicherweise mit dem aus dem Alten Testament bekannten Tal beziehungsweise dem Bach von Sered identisch. Fakt ist, dass sich die Erosionsbasis und damit die Mündung des Wadi el-Hasa am Toten Meer befindet. Zum Zeitpunkt der Entdeckung widmeten sich die WHS-Expeditionen dem Nordrand der so genannten Edomitischen Hochebene im südlichen Jordanien. Ziel der jahrelangen Feldarbeit war es, ein umfassendes Verständnis für das Untersuchungsgebietes zu gewinnen, wobei die unterschiedlichsten Fundstellen vom Altpaläolithikum bis zum Ende der Osmanischen Herrschaft aufgesucht wurden. Erst Ende Mai und nochmals Anfang Juni 1982 konnten die Archäologen den Ort tatsächlich untersuchen. Bei ihrem zweiten Besuch nahmen die Wissenschaftler an zwei verschiedenen Punkten der umfangreichen Fundstelle eine erste Feldbegehung vor, um Keramikproben zu analysieren. Die Größe und mutmaßliche historische Bedeutung der bis dahin offenbar unbekannt gebliebenen archäologischen Stätte rechtfertigte im Mai 1983 für drei Tage eine Rückkehr nach Umm Ubtulah. Nun stand die Erstellung eines topographischen Plans auf dem Programm. Außerdem sollte versucht werden, mittels Feldbegehungen weitere Hinweise zur Geschichte des Ortes auszukundschaften. Wie sich bereits 1982/1983 zeigte, ist die Stelle durch Beraubung bedroht.

## Baugeschichte
Die gesamte archäologische Stätte wird von einer eindrucksvollen Kalksteinmauer umschlossen. Der so umfriedete Bereich umfasst in seinen weitesten Ausmaßen von Norden nach Süden 520 Meter und von Osten nach Westen 250 Meter. Die durchschnittlich 1,50 Meter breite Umfassungsmauer war 1982/1983 zumeist bereits völlig verstürzt, doch ließen sich an einigen Stellen an der Ost- und Westseite noch über einen Meter hoch erhaltene Teilbereiche studieren. Dabei wurde ein zweischaliges Trockenmauerwerk festgestellt, das im Inneren mit Schutt verfüllt war.

### Obere Abschnittsbefestigung

Topographischer Gesamtplan der Fundstelle

#### Innenbebauung
Die den frühbronzezeitlichen Fundort vollständig umschließende Einfriedung besitzt zwei deutlich abgetrennte Bereiche, die durch einen natürlichen Felsvorsprung gebildet werden. Dort ist die Befestigung von Osten nach Westen rund 115 Meter breit. In beiden Teilbereichen befinden sich regelmäßig geplante, nebeneinanderliegende Baustrukturen, die an längliche Barackenblöcke erinnern. Diejenigen im oberen Abschnitt unterscheiden sich deutlich von denen in der unteren Abschnittsbefestigung. Erstere sind breiter ausgeführt und weisen jeweils zwei hintereinander liegende Räume auf. Diese 2,70 bis 3,00 Meter breiten und rund 4,80 bis 6,40 Meter langen Strukturen weisen alle auf die nord-südlich orientierte Kammlinie des Berges hin und fluchten damit zumeist in westöstliche Richtung den Berghang hinauf. Während die Bauten im östlichen Bereich der oberen Abschnittsbefestigung aus grob gehauenen Kalksteinblöcke errichteten wurden, sind jene im südlichen Bereich aus großen Feldsteinen erbaut worden, die als Pfeiler aufrecht standen. Zwischen diesen Pfeilern, die teils noch annähernd eine Meter hoch standen, lagen kleinere Steine als Füllmaterial. Die Einfriedung dieses auf dem Kamm errichteten Sektors ist unregelmäßig und orientiert sich in ihren Konturen an den natürlichen Gegebenheiten des Berges. Im Westen sowie in nördlicher Kammlage kann vielleicht mit einem Turm gerechnet werden. Eine einzige rechteckige Baustruktur scheint in diesem Befestigungsabschnitt aus der Reihe zu springen. Dieser Bau befindet sich im südlichen Bereich am Osthang und besteht aus sechs Räumen, von denen je drei nebeneinander angeordnet sind. Er orientiert sich mit seiner Längsseite nicht zum Kamm hin aus, sondern entlang der Höhenlinien. Da an der Westseite keine baulichen Reste beobachtet wurden, könnte es sein, dass diese aberodierten oder aber aufgrund der dort herrschenden starken Nordwestwinde überhaupt keine Bauten errichtet worden sind. Im Juni 1983 konnte sich MacDonald in Amman über damals aktuelle Grabungen in Umm al-Tawabin, einer archäologischen Stätte östlich von Ghor as-Safi auf der Südseite des Wadi el-Hasa, informieren und wurde darauf hingewiesen, dass die dortigen Ergebnisse, die ähnliche bauliche Strukturen zeigten, eindeutig in die römische Epoche verwiesen.

#### Gräber
Bei den Untersuchungen der WHS konnten viele zeitlich nicht näher definierte Gräber im Bereich des höchsten Punktes der oberen Abschnittsbefestigung festgestellt werden. Diese jüngeren Gräber, zu denen offenbar mindestens teilweise auch Körperbestattungen gehören, überlagern die antiken beziehungsweise prähistorischen Strukturen und wurden höchstwahrscheinlich aus Steinen errichtet, die vormals zu den oben beschriebenen Gebäuden gehört haben. Zwischen den beiden Besuchen der WHS 1982 und 1983 wurde eine dieser Bestattungen ausgeraubt.

#### Umfassungsmauer
Der obere Befestigungsabschnitt umgibt einen Teil des Bergrückenkamms und reicht von seiner Abbruchkante zum Wadi hin im Süden bis rund 270 Meter nach Norden. Am nördlichen Endpunkt der sich zu einer abgerundeten Spitze verjüngenden Umfassungsmauer könnte auf rund 809 Höhenmetern ein Turm gestanden haben. Dort wurde ein Steintrümmerhaufen vorgefunden, der rund 20 Meter im Durchmesser maß. Den zweiten Turm mutmaßten die Wissenschaftler der WHS an der Westseite dieses Teils der Abschnittsbefestigung. Hier wölbt sich die Einfriedung besonders weit heraus und weitet damit die Umfassungsmauer auf rund 120 Meter aus. Auf einer Höhe von rund 791 Metern wäre hier der nächste Turm anzunehmen. Am gemutmaßten Standort befand sich ein weiterer großer Steinhaufen mit rund 12 Metern im Durchmesser. Die westliche Umwehrung des oberen Abschnitts war im Untersuchungszeitraum 1982/1983 bereits weitgehend zerstört. Da das Gelände dort jedoch besonders steil zum Wadi hin abfällt, könnte die Mauer an dieser Stelle möglicherweise von Haus aus nicht sehr stark geplant worden sein. An der Ostseite der Umwehrung konnte das bisher einzige bekannte Tor des oberen Befestigungsabschnitts dokumentiert werden. Dieser Torbau besitzt eine 1,90 Meter breite Zufahrt und wird an der Innenseite der Umwehrung von zwei Strukturen flankiert, die jeweils 2,70 Quadratmeter einnehmen und möglicherweise als Türme zu deuten sind. die Wasserstelle Birkat Umm Ubtulah befindet sich unmittelbar unterhalb dieser Mauersektion im Wadi. Reste eines Weges ins Tal konnten 1982/1983 nicht festgestellt werden.

### Untere Abschnittsbefestigung
Der untere Abschnitt weist in seinem Umriss ein unregelmäßiges Trapez auf. Die weiteste Ausdehnung in ostwestlicher Richtung beträgt 250 Meter und von Norden nach Süden 230 Meter. Am oberen Ende, zum Felsvorsprung hin, beträgt die Ostwestbreite lediglich noch 115 Meter.

#### Innenbebauung
Die hier feststellbaren länglich-rechteckigen Strukturen sind zumeist deutlich länger, weisen jeweils nur eine hintereinander liegende abgetrennte Raumflucht auf. Alle Bauten orientieren sich hangaufwärts und sind daher mit ihren Längsseiten nordsüdlich ausgerichtet. Die Menge der hier angetroffenen Bauten ist wesentlich größer als in der oberen Abschnittsbefestigung. Die Mauern der Gebäude sind rund 0,90 Meter breit und die Innenräume messen Breiten zwischen 2,60 bis 3,20 Meter. In Richtung der südöstlichen Ecke des Geländes befindet sich eine natürliche Wasserrinne zum Wadi hin. Im unteren Bereich dieser Rinne konnte eine Struktur festgestellt werden, die möglicherweise als Zisterne gedeutet werden kann. Bei den Untersuchungen 1982 und 1983 konnten in der Umwehrung der unteren Abschnittsbefestigung keine Spuren eines Tores festgestellt werden. Doch ist die Umfassungsmauer in Teilen stark zerstört und teils vollständig aberodiert. Wie bereits weiter oben geschildert, können auch die hier dargestellten Bauten wohl der römischen Epoche zugeordnet werden.

### Keramik
Die archäologischen Untersuchungen und die Auswertung des über Feldbegehungen gesicherten keramischen Materials lassen auf eine immer wieder unterbrochene, doch sehr lange Nutzung dieser Fundstelle schließen, wobei die beiden Abschnitte der Befestigung vielleicht zu unterschiedlichen Zeiten genutzt wurden. Im oberen Teilbereich wurde ausschließlich frühbronzezeitliche Keramik festgestellt, während der untere Abschnitt neben rezentem Material ebenfalls frühbronzezeitliche Scherben aufweist. Allerdings überwiegen dort Waren der nabatäischen, nabatäisch-römischen und spätrömischen Epoche. Es kann daher angenommenen werden, dass Umm Ubtulah zumindest im unteren Abschnitt nach einer frühbronzezeitlichen Phase in der nabatäischen und bis in die spätrömische Zeit wieder verwendet und erweitert wurde. Sowohl der amerikanische Provinzialrömische Archäologe Samuel Thomas Parker (1986), die britische Klassische Archäologin Shelagh Gregory (1997), also auch der britische Provinzialrömische Archäologe David Leslie Kennedy unterstützten diese Annahme. Kennedy kam 2004 zu der spekulativen Überlegung, Umm Ubtulah unter anderem als ein kurzfristig belegtes römisches Lager zu betrachten, das zu einer der militärischen Expeditionen in das nabatäische Königreich gehörte, an deren Ende der römischen Feldherr Gnaeus Pompeius Magnus (106 v. Chr.-48 v. Chr.) im Jahr 63 v. Chr. siegreich hervorging.

### Kritik
Eine ablehnende Haltung zur militärischen Nutzung des unteren Abschnitts in nabatäisch-römischer Zeit, wie von MacDonald, Parker, Gregory und Kennedy dargestellt, nahm der britische Archäologe George MacRae Findlater 2003 in seiner Dissertation ein. Er sah keinen Grund, den langgestreckten, rechteckigen Bauten überhaupt einen militärischen Ursprung zuzusprechen und gab an, dass es in der Region keine Parallelen für ein nabatäisches oder römisches Lager gäbe, das an einem steilen Hang errichtet worden wäre. Das römische Kastelle durchaus an Steilhängen errichtet werden konnten, zeigt unter anderem das Annexkastell von Osterburken am „Vorderen Limes“ des Obergermanisch-Rätischen Limes.